# Димитрий (Градусов)
Архиепископ Дими́трий (в миру Влади́мир Валериа́нович Гра́дусов; в схиме — Ла́зарь; 14 июля 1881, Ярославль — 10 апреля 1956, Ярославль) — епископ Русской Церкви; архиепископ Ярославский и Ростовский.

## Юрист и церковный деятель
Родился в семье директора Ярославской мужской гимназии, статского советника.
Публиковался как поэт (1900), композитор (1902) и музыкальный критик (1904), оперный певец в Ярославском хоровом обществе, после избиения на демонстрации потерял голос (1905).
Окончил Ярославскую гимназию (1904) и Демидовский юридический лицей как действительный студент (1909).
Секретарь при ярославском губернском тюремном инспекторе, губернский секретарь (1909), коллежский секретарь (1911), помощник вологодского губернского тюремного инспектора, церковный староста (1912), титулярный советник (1913), коллежский асессор (1915).
Награждён медалью на ленте Белого орла «За труды по отличному выполнению всеобщей мобилизации 1914 года», участвовал в перестройке железной дороги Вологда — Архангельск, член ревизионной комиссии вологодского управления Российского общества Красного Креста, надворный советник (1916), депутат Вологодского епархиального съезда (1917).
Обвенчан с Анной Васильевной Флоридовой (1911), дочь Наталия. Жил в Вологде (улица Малая Екатерининская, дом 11).
В 1917—1918 годах член Поместного собора по избранию как мирянин от Вологодской епархии, участвовал в 1-2-й сессиях, член Юридического совещания при Соборном совете, секретарь VIII и член V, VII, XI отделов.
С 1918 года помощник контролёра Северных железных дорог
В 1919 году был приговорён к расстрелу, однако затем приговор был заменён на один год принудительных работ.

## Священник в Ярославле

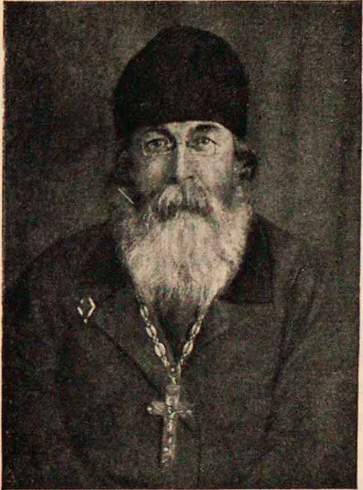
Протоиерей Владимир Градусов в годы войны

8 декабря 1919 года рукоположён Патриархом Тихоном в сан диакона, 9 декабря 1919 года во священника, иерей в Успенском соборе Московского кремля.
С июня 1920 года настоятель ярославского храма святителя Иоанна Златоуста в Коровниках. После его закрытия в 1930-х годах настоятель храмов святителя Николая Чудотворца на Пенье и Феодоровской иконы Божией Матери в Толчкове, протоиерей.
В 1922 года печатался на страницах «обновленческого» журнала «Живая Церковь», призывая признать советскую власть «подлинной нашей Властью Государственною».
По его словам, «считал долгом внедрять в сознание верующих, что благожелательное отношение правительства к Церкви является… твёрдым и постоянным курсом Соввласти. Всякие слушки противоположного характера… старался рассеивать, выявляя их контрреволюционную сущность».
В 1938 году овдовел.

## Архиерей
В августе 1942 года получил от Патриаршего Местоблюстителя митрополита Сергия (Страгородского) предложение об архиерействе. 20 ноября 1942 года определён быть епископом Можайским, викарием Московской епархии.
22 декабря 1942 года по ходатайству архиепископа Ярославского и Ростовского Иоанна (Соколова) награждён митрой с возложением палицы.
22 января 1943 года пострижен в монашество с именем Димитрий.
24 января 1943 года в Москве хиротонисан во епископа Можайского, викария Московской епархии. Хиротонию возглавил митрополит Николай (Ярушевич)
6 сентября 1943 года — епископ Ульяновский.
8 сентября 1943 года член архиерейского Собора Русской Православной Церкви и комиссии по чиноприему обновленческих архиереев.
В декабре 1943 — феврале 1944 — временно управляющий Орловской епархией. В докладе по итогам её обследования указал, в частности, что подлинник иконы Божией Матери Споручница грешных сожжён немцами при их отступлении из Карачева; относительно подлинника иконы Божией Матери Балыкинской (в Орле) сведений нет — множество равноценных копий.
C 26 мая 1944 года — епископ Рязанский и Шацкий, с 6 октября 1944 года — епископ Рязанский и Касимовский.
Член Поместного Собора; в феврале 1945 года возведён в сан архиепископа. Положил основу библиотечного фонда Московских духовных школ, осуществив в 1945 году передачу 9 тыс. книг, оставшихся от Рязанской духовной семинарии. Способствовал открытию в Рязани Борисоглебского собора (1946); после первоначального ремонта 27 января 1947 года освятил его главный престол.
В ноябре 1946 года вызван на зимнюю сессию Священного Синода.
13 января 1947 года назначен архиепископом Ярославским и Ростовским. Прослужив здесь более 7 лет, 31 июля 1954 года согласно прошению, был уволен на покой.
В 1950 году награждён медалью «За доблестный труд в Великой Отечественной войне» и крестом на клобук.
Был человеком тонким, воспитанным, душевным, получил известность своей добротой, пользовался уважением паствы.
Оказал большое влияние на формирование личности будущего митрополита Никодима (Ротова), которого постригал в монашество, рукополагал во иеродиакона и иеромонаха, а также назначил своим секретарём.
4 апреля 1956 года, за несколько дней до смерти, принял схиму с именем Лазарь.
Скончался 10 апреля 1956 года в Ярославле. Отпевание возглавили архиепископ Ивановский Венедикт (Поляков) и епископ Угличский Исаия (Ковалёв), управляющий Ярославской епархией. Погребен на кладбище Тугова гора в Ярославле.

## Сочинения
- Автобиография; Обращение в Совет по делам РПЦ при Совете народных комиссаров СССР // ГАРФ. Ф. 6991. Оп. 7. Д. 37. Л. 2-4, 12.
- Цветы пустыни // ГАРФ. Ф. 3431. Оп. 1. Д. 374. Л. 69.
- Прошение к митр. Агафангелу (Преображенскому) // ГА Ярославской обл. Ф. 230. Оп. 12. Д. 16. Л. 8.
- Письма к митр. Сергию (Страгородскому) // Архив Московской Патриархии.
- Письмо к П. Д. и Л. И. Шапошниковым // Семейный архив Шапошниковых.
- Справочник по пенитенциарной части (для губ. правлений). Ярославль, 1910.
- Святые узники земли Русской // Журнал Министерства юстиции. 1913.
- Глаголы вечной жизни (Открытое письмо православному духовенству) // Северное эхо. 1918. 4 февраля. № 118.
- Томление Церкви // Живая Церковь. 1922. — № 6/7. — С. 4-5.
- Хороший почин // Известия. 1941. 29 июля.
- Церковь Родине // Правда о религии в России. [М.], 1942. — С. 188—190.
- Восточные патриархи молятся за наших воинов // Правда о религии в России. [М.], 1942. — С. 277—278.
- Великому русскому воеводе И. В. Сталину [Стихи. 12 октября 1943] // РГАСПИ. Ф. 558. Оп. 11. Д. 884. Л. 24-25.
- Поздравление И. В. Сталину // Красная звезда. 1943. 10 ноября. № 265.
- Родина. Посв. И. В. Сталину [Стихи. 19 декабря 1943] // Русская Православная Церковь в годы Великой Отечественной войны 1941—1945 гг. — М., 2009. — С. 83-84.
- Обращение архиереев к Советскому правительству с благодарностью за удовлетворение нужд Церкви // Русская Православная Церковь в годы Великой Отечественной войны 1941—1945 гг. — М., 2009. С. 67.
- Жребий св. Кукши // Журнал Московской Патриархии. — М., 1944. — № 3. — С. 31-32.
- День св. Афанасия (памяти Святейшего Патриарха Сергия) // Журнал Московской Патриархии. — М., 1944. — № 6. — С. 45-46.
  - День святого Афанасия // Патриарх Сергий (Страгородский): pro et contra: антология; сост., авт. предисл. С. Л. Фирсов. — СПб. : РХГА, 2017. — 669 с. — С. 185—188
- «Утоли моя печали» (слово, произнесенное 7 февраля, в день празднования иконе Божией Матери, за службой в Николо-Кузнецкой церкви г. Москвы) // Журнал Московской Патриархии. — М., 1945. — № 3. — С. 19-20.
- Отображение Павло-Тимофеевской Дружбы (к избранию Святейшего Патриарха Алексия) // Журнал Московской Патриархии. — М., 1945. — № 3. — С. 25-26.
- Гордость Рязани — митрополит Стефан Яворский // Журнал Московской Патриархии. — М., 1946. — № 6. — С. 45-53.
- Послания Свят. Патриарха Сергия // Патриарх Сергий и его духовное наследие. — [М.], 1947. — С. 77-91.
- Христос Воскресе! // Журнал Московской Патриархии. М., 1947. — № 4. — С. 21.
  - Христос воскресе! [Стихи] // Рязанский церковный вестник. 2003. — № 4. — С. 56.